# فرودگاه بین‌المللی مار دکورتس
فرودگاه بین‌المللی مار دکورتس (به انگلیسی: Mar de Cortés International Airport) (به زبان بومی: Aeropuerto Internacional del Mar de Cortés) یک فرودگاه همگانی با کد یاتا AMC است که یک باند فرود بتن دارد و طول باند آن ۲۵۶۰ متر است. این فرودگاه در کشور مکزیک قرار دارد و در ارتفاع ۲۱٫۷۵ متری از سطح دریا واقع شده‌است.